# Internationale Maritieme Organisatie
De Internationale Maritieme Organisatie (International Maritime Organization, IMO) is een in Londen zetelende organisatie die op internationaal niveau afspraken tussen de deelnemende lidstaten bewerkstelligt om zodoende de scheepvaart zo veilig en milieuvriendelijk mogelijk te maken. De IMO is een gespecialiseerde organisatie van de Verenigde Naties en werd in 1948 opgericht en in 1958 ingesteld. Het hoogste orgaan van de organisatie is de Algemene Vergadering, waarin alle 171 leden zitting hebben.

## Geschiedenis
In 1889 was tijdens de Internationale Maritieme Conferentie van Washington al een poging gedaan te komen tot een geheel van internationale veiligheidseisen voor de scheepvaart. Door tegengestelde belangen was men toen echter niet verder dan het vaststellen van bepalingen ter voorkoming van aanvaring op zee.
Een van de andere zaken die geen doorgang vonden, was de instelling van een permanente internationale maritieme commissie. Buiten de conferentie om werd in 1897 het Comité Maritime International (CMI) opgericht. Deze private organisatie heeft echter vooral een juridische inslag met de nadruk op aansprakelijkheid en compensatie.
Pas na de ramp met de Titanic in 1912 kwam het tot verdere internationale veiligheidseisen voor de scheepvaart. Tot dan toe had ieder land zijn eigen wetgeving met betrekking tot het ontwerpen, bouwen en uitrusten van schepen. Hierin kwam verbetering met het SOLAS-verdrag uit 1914. Dit behandelde echter nog niet alle onderwerpen die aan bod waren gekomen tijdens de conferentie van 1889.
Het zou echter duren tot de oprichting van de Verenigde Naties voor het zover kwam. Op 6 maart 1948 werd op een internationale conferentie in Genève met het IMCO-verdrag de Intergouvernementele Maritieme Consultatieve Organisatie (IMCO) formeel opgericht. Het duurde echter tien jaar voordat voldoende landen dit verdrag geratificeerd hadden, zodat het pas op 17 maart 1958 in werking trad, enkele maanden voor het in werking treden van het OILPOL 54-verdrag, de voorloper van het MARPOL-verdrag.
Vanaf dan begon de organisatie verdragen af te sluiten die de overige agendapunten van de conferentie van 1889 omvatte. De organisatie bezat geen rechtspersoonlijkheid en had een consulterende functie. De eerste grote actie was het tot stand brengen van een nieuw SOLAS-verdrag. Door de jaren heen is SOLAS gewijzigd, aangepast aan de moderne inzichten en de nieuwe mogelijkheden van de techniek.
Het ongeluk met de tanker Torrey Canyon op 18 maart 1967, waarbij 119.000 ton Kuwait crude (aardolie) in het water kwam, zette het vervuilingsprobleem hoog op de agenda. De genomen maatregelen richtten zich echter niet op het voorkomen van rampen, maar op het verminderen van operationele vervuiling. Een en ander resulteerde in 1973 in het MARPOL-verdrag, die voordat het in 1983 van kracht werd in 1978 werd aangevuld met een protocol tot MARPOL 73/78. Het ongeval met de Torrey Canyon was ook de aanzet om zich om te vormen tot IMO, International Maritime Organization, een organisatie met rechtspersoonlijkheid. Dit vond plaats in 1982.
Tegenwoordig beheert de IMO zo'n 30 verdragen, onderverdeeld in veiligheid, milieu, aansprakelijkheid en compensatie en overige verdragen. Daarnaast bestaat er een vergelijkbaar aantal codes, waarvan het merendeel de bepalingen uit het SOLAS-verdrag nader specificeren.
Buitenstaanders kennen IMO via het IMO-nummer, dat elk zeegaand handelsschip van 100 ton en groter voert.

## Organisatie
Het hoogste orgaan van de organisatie is de Algemene Vergadering (Assembly, A) waarin alle 171 leden zitting hebben. De Algemene Vergadering komt eens in de twee jaar bijeen en is verantwoordelijk voor het goedkeuren van het programma en het vaststellen van het budget. Als het nodig is kan er ook een buitengewone vergadering bijeengeroepen worden. Verder kiest de Algemene Vergadering ook de leden van de Raad (Council, C). De Raad, bestaande uit 40 leden, is verantwoordelijk voor het werk van de organisatie. Zij voeren het werk uit van de Algemene Vergadering, behoudens het adviseren van overheden.
Naast de Algemene Vergadering en de Raad zijn er nog een vijftal commissies: Maritime Safety Committee (MSC), Marine Environment Protection Committee (MEPC), Legal Committee (LEG), Technical Co-operation Committee (TC) en het Facilitation Committee (FAC). Verder zijn er nog subcommissies die de commissies ondersteunen met hun werkzaamheden.
De Maritieme Veiligheidscommissie of Maritime Safety Committee (MSC) is het hoogste technische orgaan van de Organisatie. Het doel van de Commissie voor maritieme veiligheid is om "alle aangelegenheden binnen de werkingssfeer van de Organisatie te voorzien van regelingen voor de navigatie, de bouw en uitrusting van schepen, de bemanningseisen vanuit veiligheidsstandpunt. Regels ter voorkoming van aanvaringen, het hanteren van gevaarlijke ladingen, maritieme veiligheid vereisten en procedures. Standaardisering hydrografische informatie, logboeken en navigatierecords. Ongeval onderzoeken, berging en redding en andere zaken die direct van invloed van de maritieme veiligheid". Het is het oudste comité en bestaat uit zeven sub-comités. Een belangrijk onderwerp dat behandeld wordt is het effect van de mens op ongevallen.

### Sub-commissies
De zeven sub-commissies zijn de volgende:
- Sub-Committee on Human Element, Training and Watchkeeping (HTW);
- Sub-Committee on Implementation of IMO Instruments (III);
- Sub-Committee on Navigation, Communications and Search and Rescue (NCSR);
- Sub-Committee on Pollution Prevention and Response (PPR);
- Sub-Committee on Ship Design and Construction (SDC);
- Sub-Committee on Ship Systems and Equipment (SSE);
- Sub-Committee on Carriage of Cargoes and Containers (CCC).

### Ontwikkelen van regelgeving
Vaak wordt het specialistische werk door de commissies uitbesteed aan de subcommissies die concept-resoluties opstellen. Dit wordt voorgesteld aan de commissies en de Algemene Vergadering die er wijzigingen in kunnen aanbrengen. Resoluties worden dan vervolgens opgebracht door de Algemene Vergadering, de Raad of de commissies. Dat is te herkennen door de voorvoegsels van de resoluties (A, C, FAL, LDC, LC, LP, LEG, MEPC, MSC of TC).
Als tussen de landen een akkoord is bereikt liggen de data en voorwaarden van aanvaarding vast. Landen kunnen daarna tot een bepaalde datum bezwaar uiten; als het benodigde aantal, dat vooraf vastgesteld is niet behaald wordt, wordt de wet- of regelgeving ingevoerd. Vervolgens moet de conventie verplicht opgenomen worden in de wetgeving van de aangesloten landen. De reden hiervoor is dat het verdrag alleen handhaafbaar is en er gesanctioneerd kan worden, als het is opgenomen in de nationale wetgeving.

### Proces
Om tot regelgeving te komen is er sprake van een indirect proces, aangezien de IMO geen wetgevende macht en rechterlijke macht bezit. Het kan daarmee geen wetten opleggen en de handhaving daarvan waarborgen zoals een soevereine staat dat wel kan volgens de Westfaalse soevereiniteit, evenals ten dele een overkoepelend orgaan als de Europese Unie. Om deze reden wordt internationaal recht niet altijd als recht gezien.
Om dit te omzeilen, dient de IMO als overlegorgaan waarbij staten enerzijds deelnemen aan overleg en anderzijds de implementatie van resulterende regelgeving verzorgen. Zoals in Artikel 2b van het Verdrag inzake de Internationale Maritieme Organisatie gesteld, dient de IMO:
verdragen, overeenkomsten of andere passende regelingen te ontwerpen, deze aan Regeringen en intergouvernementele organisaties aan te bevelen alsmede de noodzakelijk geachte conferenties bijeen te roepen
Om tot werkbare regelgeving te komen binnen het zeerecht hebben de Verenigde Naties in het VN-zeerechtverdrag de taken verdeeld tussen de IMO en de Internationale Arbeidsorganisatie (ILO), daarin niet bij naam aangeduid, maar als competente internationale organisaties. De IMO is daarbij verantwoordelijk voor veiligheid, verontreiniging en beveiliging, terwijl de ILO de wetgeving met betrekking tot de leef- en arbeidsomstandigheden van scheepsbemanningen onder haar hoede heeft, evenals de accommodatie en het hijsgerei.
In het VN-zeerechtverdrag worden de rechten aangegeven van kuststaten in hun maritieme rechtsgebieden, de territoriale wateren, de aansluitende zone en de exclusieve economische zone. Het is echter vooral de vlaggenstaat die regelgeving invoert en toeziet op de naleving daarvan.
Elke staat heeft daardoor verschillende belangen. Een staat met een grote vloot en een relatief klein kustgebied zal de nadruk leggen op de belangen van die vloot, terwijl andersom de belangen van de kustwateren en havens de boventoon zullen voeren. Een land kan veel rederijen hebben, maar als de schepen daarvan onder goedkope vlag varen, dankan de maritieme staat alsnog relatief weinig schepen onder zijn vlag hebben varen, maar daar wel een economisch belang bij hebben. Andere belangen zijn die van landen met veel scheepsbouw of scheepssloop, landen die veel bemanningen leveren en landen die een belangrijk aandeel leveren in de financiering van de scheepvaart.
Al deze verschillende belangen hebben hun invloed op het ontwerp van de regelgeving door de IMO. Als er onvoldoende tegemoet wordt gekomen aan deze belangen, zullen landen de regelgeving aan willen passen, of de resulterende regelgeving niet ratificeren. Aangezien vlaggenstaten van oudsher de boventoon voerden binnen de totstandkoming van regelgeving en de nodige rederijen hun schepen begonnen om te vlaggen of registreren in naar goedkope vlaggen, landen met een gunstig belastingklimaat en een mild inspectiebeleid, begon een race naar de bodem. Na de nodige scheepsrampen zijn processen in gang gezet om dit te keren.
Gezien het moeizame proces van ratificeren, is de IMO overgegaan op een beleid van stilzwijgende aanvaarding bij amendementen. Dit betekent dat deze wijzigingen van kracht worden als binnen een bepaalde periode geen bezwaar is ontvangen van een minimumaantal landen. Dit heeft het proces van ratificatie aanmerkelijk verbeterd.
Vergelijkbaar is er de rol van de classificatiebureaus. Deze geven regels en voorschriften uit voor de bouw en uitrusting van schepen en houden toezicht op de bouw en volgen de levensloop van een schip door periodieke controle. Van oudsher was er een band tussen de traditionele zeevarende naties en de klassebureaus, zoals Lloyd's met het Verenigd Koninkrijk en ABS met de Verenigde Staten. Met het omvlaggen verdween deze band echter en werd het ook gemakkelijker om van klasse te veranderen. Dit zorgde voor een nieuw fenomeen, class hopping. Een eigenaar die ontevreden is over een klasse kan relatief eenvoudig overstappen naar een ander bureau. Dit heeft tot een grotere concurrentie tussen de bureaus onderling geleid, wat op zijn beurt weer leidde tot een verlichting van de eisen. Hierdoor is het vertrouwen van de scheepvaartsector, maar ook van de Europese Commissie in de classificatiebureaus, afgenomen.
Als reactie hierop werd de havenstaatcontrole ingevoerd, met de Paris Memorandum of Understanding (ParisMoU) in 1982 als eerste. Sindsdien heeft de IMO dit initiatief omarmt en wordt gepoogd de kwaliteit van goedkope vlaggen te verbeteren. Om class hopping tegen te gaan, heeft de IACS het Transfer of Class Agreement (TOCA) opgesteld. Hierbij spelen ook de verschepers een rol. Bedrijven die belang hechten aan de kwaliteit van de schepen waarmee hun lading wordt vervoerd, kiezen eerder voor schepen die zijn ondergebracht bij een gerenommeerd classificatiebureau en voeren in sommige gevallen zelf audits uit. Zo heeft de OCIMF meerdere auditprogramma's.
Omdat vooral de goedkope vlaggen niet over de benodigde kennis en mankracht beschikten om de naleving van IMO-verdragen af te dwingen, gingen zij ertoe over om dit over te dragen aan erkende organisaties, in de praktijk de classificatiebureaus die al een groot deel van het onderliggende onderzoek uitvoeren. Daartoe heeft de IMO de Code voor erkende organisaties ingevoerd, waarin de voorwaarden waaraan organisaties moeten voldoen om op te treden namens een vlaggenstaat zijn vastgelegd. Waar aanvankelijk alleen goedkope vlaggen gebruikmaakten van erkende organisaties, geldt dit steeds meer voor traditionele zeevaartnaties.
Naast de 171 lidstaten en 3 geassocieerde leden maken ook 65 IGO's als de AU, de EU, Interpol en Paris MoU en 77 NGO's als CMI, IMCA, INTERTANKO en ISO deel uit van het overleg.
Staten kunnen afwijken van IMO-regelgeving door regelgeving niet te ratificeren, of door juist additionele wetgeving aan te nemen, zoals de Verenigde Staten deed na de ramp met de Exxon Valdez in 1989. Met de OILPOL 90 werd een dubbele romp verplicht voor olietankers die Amerikaanse havens aandeden, iets wat daarna werd overgenomen door de IMO via MARPOL.

## Conventies en codes
Onderstaand een aantal van de IMO-verdragen:

### Maritieme veiligheid
- Internationaal Verdrag voor de beveiliging van mensenlevens op zee (International Convention for the Safety of Life at Sea, SOLAS);
- Internationaal Verdrag betreffende de normen voor zeevarenden inzake opleiding, diplomering en wachtdienst (International Convention on Standards of Training, Certification and Watchkeeping for Seafarers, STCW);
- Verdrag inzake de Internationale Bepalingen ter voorkoming van aanvaringen op zee, BVA (Convention on the International Regulations for Preventing Collisions at Sea, COLREG);
- Internationaal Verdrag betreffende de uitwatering van schepen of uitwateringsverdrag (International Convention on Load Lines, LL);
- Internationaal Verdrag inzake opsporing en redding op zee (International Convention on Maritime Search and Rescue, SAR);
- Verdrag tot bestrijding van wederrechtelijke gedragingen gericht tegen de veiligheid van de zeevaart (Convention for the Suppression of Unlawful Acts Against the Safety of Maritime Navigation, SUA);
- Internationale overeenkomst voor veilige containers (International Convention for Safe Containers, CSC);
- Verdrag inzake de Internationale Organisatie voor Mobiele Satellieten (Convention on the International Maritime Satellite Organization, IMSO C);
- Internationaal Verdrag van Torremolinos voor de beveiliging van vissersvaartuigen (The Torremolinos International Convention for the Safety of Fishing Vessels, SFV);
- STCW-F (International Convention on Standards of Training, Certification and Watchkeeping for Fishing Vessel Personnel, STCW-F);
- Special Trade Passenger Ships Agreement, STP.

### Vervuiling van het zeemilieu
- Internationaal Verdrag ter voorkoming van verontreiniging van de zee door olie (International Convention for the Prevention of Pollution From Ships, 1973 as modified by the Protocol of 1978, Marpol 73/78);
- Internationaal Verdrag inzake optreden in volle zee bij ongevallen die verontreiniging door olie kunnen veroorzaken (International Convention Relating to Intervention on the High Seas in Cases of Oil Pollution Casualties, INTERVENTION);
- Verdrag inzake de voorkoming van verontreiniging van de zee ten gevolge van het storten van afval en andere stoffen (Convention on the Prevention of Marine Pollution by Dumping of Wastes and Other Matter, LC);
- Internationaal Verdrag inzake de voorbereiding op, de bestrijding van en de samenwerking bij olieverontreiniging (International Convention on Oil Pollution Preparedness, Response and Co-operation, OPRC);
- Internationaal Verdrag inzake de beperking van schadelijke aangroeiwerende verfsystemen op schepen, (International Convention on the Control of Harmful Anti-fouling Systems on Ships, AFS);
- Internationaal Verdrag voor de controle en het beheer van ballastwater en sedimenten van schepen (International Convention for the Control and Management of Ships' Ballast Water and Sediments, BWM);
- Internationaal Verdrag van Hongkong voor het veilig en milieuvriendelijk recyclen van schepen (The Hong Kong International Convention for the Safe and Environmentally Sound Recycling of Ships, SRC).
- Protocol inzake de voorbereiding op, de bestrijding van en de samenwerking bij voorvallen van verontreiniging door gevaarlijke en schadelijke stoffen (Protocol on Preparedness, Response and Co-operation to pollution Incidents by Hazardous and Noxious Substances, OPRC-HNS Protocol).

### Aansprakelijkheid en compensatie
- Internationaal Verdrag inzake de wettelijke aansprakelijkheid voor schade door verontreiniging door olie (International Convention on Civil Liability for Oil Pollution Damage, CLC);
- Internationaal Verdrag betreffende de instelling van een Internationaal Fonds voor vergoeding van schade door verontreiniging door olie (Protocol to the International Convention on the Establishment of an International Fund for Compensation for Oil Pollution Damage, FUND);
- Overeenkomst inzake de wettelijke aansprakelijkheid op het gebied van het zeevervoer van nucleaire stoffen (Convention relating to Civil Liability in the Field of Maritime Carriage of Nuclear Material, NUCLEAR);
- Verdrag van Athene inzake het vervoer van passagiers en hun bagage over zee (Athens Convention relating to the Carriage of Passengers and their Luggage by Sea, PAL);
- Verdrag inzake beperking van aansprakelijkheid voor maritieme vorderingen (Convention on Limitation of Liability for Maritime Claims, LLMC);
- Internationaal Verdrag inzake aansprakelijkheid en vergoeding voor schade in verband met het vervoer over zee van gevaarlijke en schadelijke stoffen (International Convention on Liability and Compensation for Damage in Connection with the Carriage of Hazardous and Noxious Substances by Sea, HNS);
- Internationaal verdrag inzake de wettelijke aansprakelijkheid voor schade door verontreiniging door bunkerolie (International Convention on Civil Liability for Bunker Oil Pollution Damage, BUNKER);
- Internationaal Verdrag van Nairobi inzake het opruimen van wrakken (Nairobi International Convention on the Removal of Wrecks, WRC).

### Overige
- Internationaal Verdrag betreffende de meting van schepen of scheepsmetingsverdrag (International Convention on Tonnage Measurement of Ships, TMC);
- Verdrag inzake het vergemakkelijken van het internationale verkeer ter zee (Convention on Facilitation of International Maritime Traffic, FAL);
- Internationaal Verdrag inzake hulpverlening (International Convention on Salvage, SALVAGE).